# Hul (Slowakei)
Hul (bis 1927 slowakisch auch „Húl“; ungarisch Hull) ist eine Gemeinde im Westen der Slowakei mit 1212 Einwohnern (Stand 31. Dezember 2024), die zum Okres Nové Zámky, einem Kreis des Nitriansky kraj, gehört.

## Geographie

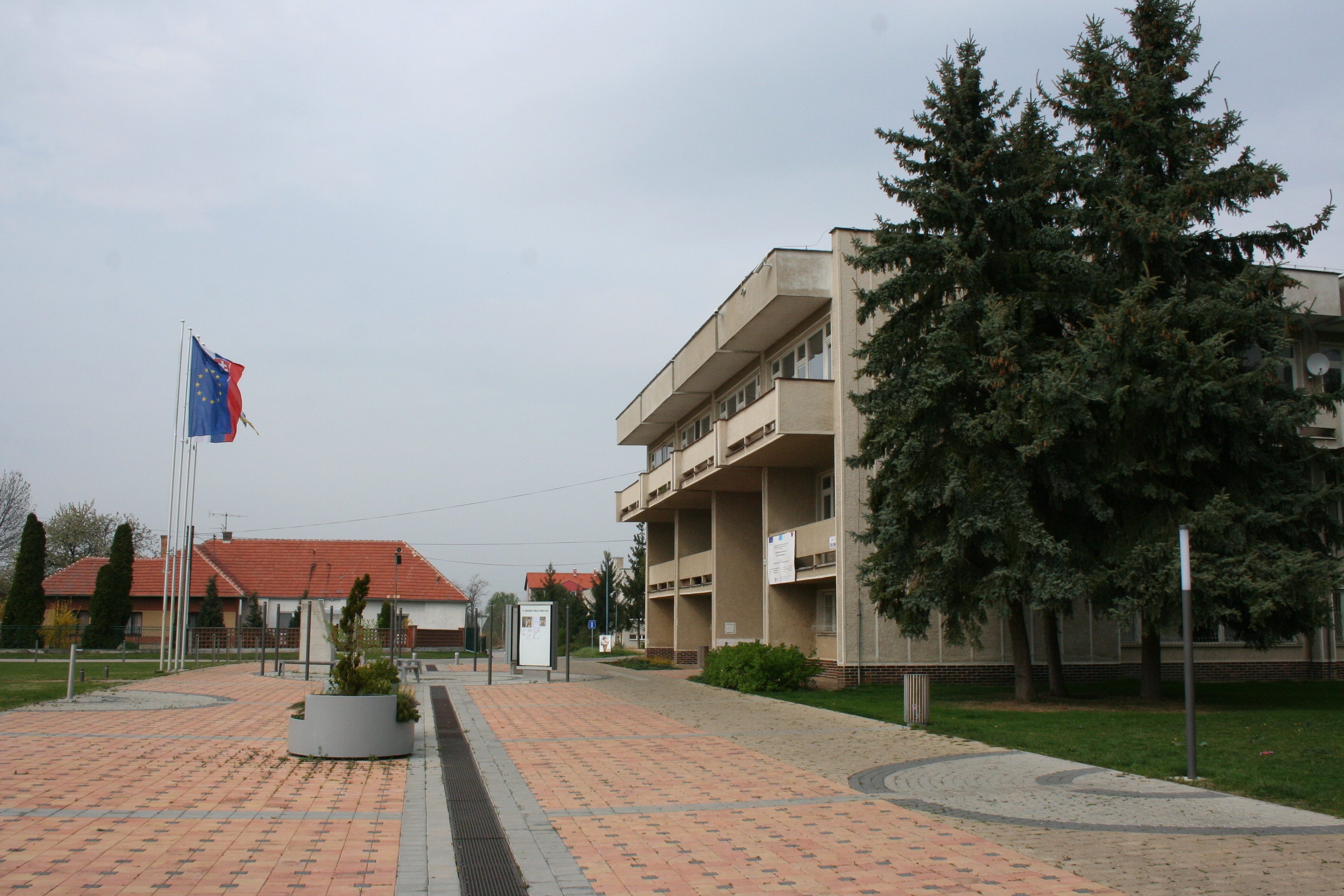
Platz vor dem Gemeindeamt

Die Gemeinde befindet sich im slowakischen Donautiefland, genauer am Westrand von dessen Teil Pohronská pahorkatina. Der Ort selbst wird von den Bächen Bešiansky potok und Lička durchflossen, die anschließend in die westlich am Ort vorbeifließende Žitava münden. Das Gemeindegebiet ist flach bis leicht hügelig, entwaldet und von fruchtbaren Au- und Schwarzböden bedeckt. Das Ortszentrum liegt auf einer Höhe von 124 m n.m. und siebeneinhalb Kilometer von Šurany sowie 21 Kilometer von Nové Zámky entfernt.
Nachbargemeinden sind Vlkas im Norden, sehr kurz Trávnica im Nordosten, Radava im Osten, kurz Veľké Lovce im Südosten, Dolný Ohaj im Süden, Úľany nad Žitavou im Westen und sehr kurz Maňa im Nordwesten.

## Geschichte

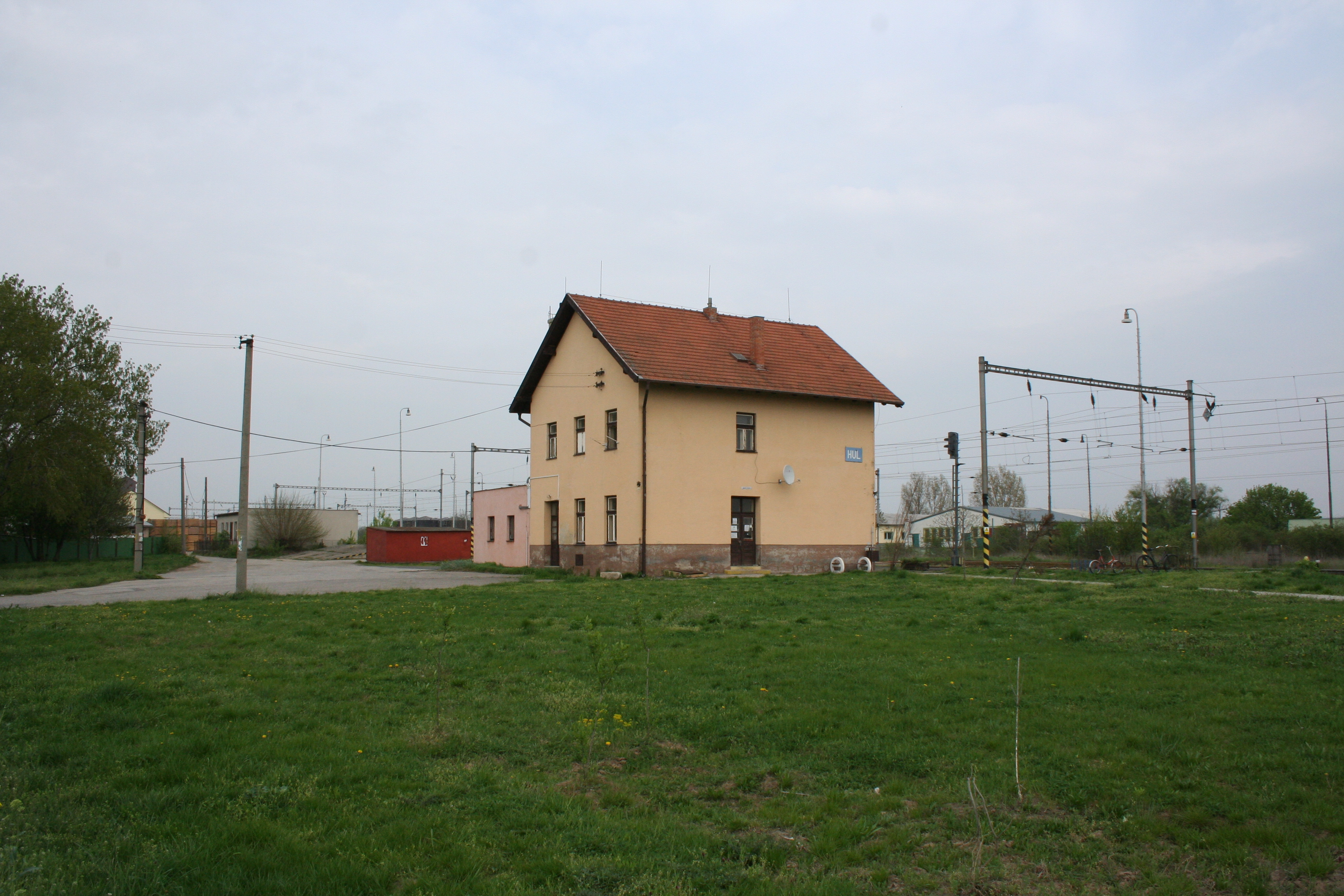
Bahnhof an der Bahnstrecke Nové Zámky–Zvolen

Das Gemeindegebiet von Hul ist seit der Steinzeit besiedelt, mit Funden der Bandkeramischen Kultur, Lengyel-Kultur, Maďarovce-Kultur sowie Resten von Siedlungen aus der Hallstatt- und Römerzeit. Weitere Funde stammen aus der Zeit der Völkerwanderung sowie des Mährerreichs, eine slawische Siedlung bestand zwischen dem 10. und 12. Jahrhundert.
Der Ort wurde zum ersten Mal 1290 als Kul schriftlich erwähnt und gehörte örtlichen Edelmännern, dem Geschlecht Motesiczky sowie dem Herrschaftsgut von Lewenz. Zeitweise gab es eine Unterteilung in zwei Dörfer namens Kishull und Nagyhull. 1608 hatte die Ortschaft 18 Häuser, 1657 wird sie als von den Türken verwüsteter Ort erwähnt. 1828 zählte man 98 Häuser und 670 Einwohner, die in der Landwirtschaft beschäftigt waren.
Bis 1918/1919 gehörte der im Komitat Bars liegende Ort zum Königreich Ungarn und kam danach zur Tschechoslowakei beziehungsweise heute Slowakei. Auf Grund des Ersten Wiener Schiedsspruchs lag er 1938–1945 noch einmal in Ungarn.
Von 1976 bis 1990 war der Nachbarort Vlkas Teil der Gemeinde.

## Bevölkerung
| Jahr                | 1994 | 2004    | 2014    | 2024    |
| ------------------- | ---- | ------- | ------- | ------- |
| Anzahl der Personen | 1237 | 1231    | 1205    | 1212    |
| Unterschied         |      | −0,48 % | −2,11 % | +0,58 % |

| Jahr                | 2023 | 2024    |
| ------------------- | ---- | ------- |
| Anzahl der Personen | 1210 | 1212    |
| Unterschied         |      | +0,16 % |

Nach der Volkszählung 2011 wohnten in Hul 1220 Einwohner, davon 1166 Slowaken, vier Magyaren, jeweils zwei Polen und Tschechen und ein Russine. 45 Einwohner machten diesbezüglich keine Angabe. 1098 Einwohner bekannten sich zur römisch-katholischen Kirche, sechs Einwohner zu den Zeugen Jehovas, fünf Einwohner zur reformierten Kirche, zwei Einwohner zur evangelisch-methodistischen Kirche und jeweils ein Einwohner zur evangelischen Kirche A. B. sowie zur griechisch-katholischen Kirche. 39 Einwohner waren konfessionslos und bei 68 Einwohnern wurde die Konfession nicht ermittelt.

## Bauwerke
- römisch-katholische Kirche Maria vom Rosenkranz im neobarocken Stil aus dem Jahr 1863
- Landschloss im klassizistischen Stil aus dem Anfang des 19. Jahrhunderts